# Vregille
Vregille és un municipi francès situat al departament de l'Alt Saona i a la regió de Borgonya - Franc Comtat. L'any 2007 tenia 175 habitants.

## Demografia

### Població
El 2007 la població de fet de Vregille era de 175 persones. Hi havia 68 famílies, de les quals 16 eren unipersonals (16 dones vivint soles i 16 dones vivint soles), 16 parelles sense fills, 32 parelles amb fills i 4 famílies monoparentals amb fills.
La població ha evolucionat segons el següent gràfic:
Habitants censats

### Habitatges
El 2007 hi havia 77 habitatges, 68 eren l'habitatge principal de la família, 8 eren segones residències i 1 estava desocupat. 70 eren cases i 7 eren apartaments. Dels 68 habitatges principals, 54 estaven ocupats pels seus propietaris, 11 estaven llogats i ocupats pels llogaters i 3 estaven cedits a títol gratuït; 6 tenien tres cambres, 10 en tenien quatre i 52 en tenien cinc o més. 63 habitatges disposaven pel capbaix d'una plaça de pàrquing. A 23 habitatges hi havia un automòbil i a 44 n'hi havia dos o més.

### Piràmide de població
La piràmide de població per edats i sexe el 2009 era:
| Homes | Edats   | Dones |
| ----- | ------- | ----- |
| 0     | 95 o +  | 0     |
| 0     | 90 a 94 | 0     |
| 0     | 85 a 89 | 0     |
| 0     | 80 a 84 | 0     |
| 8     | 75 a 79 | 4     |
| 0     | 70 a 74 | 4     |
| 0     | 65 a 69 | 0     |
| 4     | 60 a 64 | 4     |
| 8     | 55 a 59 | 4     |
| 4     | 50 a 54 | 8     |
| 4     | 45 a 49 | 4     |
| 0     | 40 a 44 | 0     |
| 12    | 35 a 39 | 4     |
| 4     | 30 a 34 | 12    |
| 4     | 25 a 29 | 4     |
| 4     | 20 a 24 | 8     |
| 8     | 15 a 19 | 8     |
| 0     | 10 a 14 | 0     |
| 0     | 5 a 9   | 8     |
| 8     | 0 a 4   | 4     |

## Economia
El 2007 la població en edat de treballar era de 111 persones, 94 eren actives i 17 eren inactives. De les 94 persones actives 88 estaven ocupades (47 homes i 41 dones) i 6 estaven aturades (3 homes i 3 dones). De les 17 persones inactives 5 estaven jubilades, 7 estaven estudiant i 5 estaven classificades com a «altres inactius».

### Ingressos
El 2009 a Vregille hi havia 66 unitats fiscals que integraven 169,5 persones, la mediana anual d'ingressos fiscals per persona era de 21.806 €.

### Activitats econòmiques
Dels 5 establiments que hi havia el 2007, 2 eren d'empreses de construcció, 1 d'una empresa de transport, 1 d'una empresa d'hostatgeria i restauració i 1 d'una empresa de serveis.
Dels 2 establiments de servei als particulars que hi havia el 2009, 1 era un guixaire pintor i 1 lampisteria.
L'any 2000 a Vregille hi havia 3 explotacions agrícoles que ocupaven un total de 585 hectàrees.

## Poblacions més properes
El següent diagrama mostra les poblacions més properes.